# قانون جستنيان
قانون جيستنيان الأول (باللاتينية: Justinian Digest) هو عبارة عن مجموعة من القوانين التي كنت تتبعها العديد من الأمم المختلفة والتي أمر الإمبراطور البيزنطي جستنيان الأول (527 حتى عام 565)، بعض من رجال الدين المسيحي في مملكته بانتقاء مجموعة من القوانين الرومانية. وعرفت هذه المجموعة باسم كوربس جوريس سيفيلز (باللاتينية: Corpus Iuris Civilis)، وتعني مجموعة القوانين المدنية كما أطلق عليها أيضًا قانون جستنيان. عُرف عن هذه المجموعة أنها من أكبر الإسهامات الرومانية في مجال الحضارة. جمعت بين القوانين الرومانية القديمة والمبادئ القانونية، ممثلة في عدد من القضايا. قسم علماء القانون والذين قاموا بدراسة قانون جستنيان، القانون إلى عدة أقسام:
1. المبادئ العامة: واستخدمت كتابًا دراسياً لدارسي القانون والمحاماة.
2. المخطوطة: مجموعة من التشريعات والمبادئ، والقوانين المستحدثة والقوانين الجديدة المقترحة.
3. مجموعة القوانين: وهي سجل قضائي يُغطي الكثير من المحاكمات والقرارات.

## طالع أيضًا
- معاهد جستنيان
- ملخص (قانون روماني)
- مدونة جستنيان Codex Justinianeus